# Col d'Agnes
Pour les articles homonymes, voir Agnès.
Le col d'Agnes est un col situé à 1 570 mètres d'altitude dans les Pyrénées en France dans le département de l'Ariège. Le col se trouve à la limite entre les communes d'Aulus-les-Bains et du Port. Il relie les localités d'Aulus-les-Bains au sud à Massat au nord ou Vicdessos à l'est. Il est emprunté par la route des cols.

## Géographie

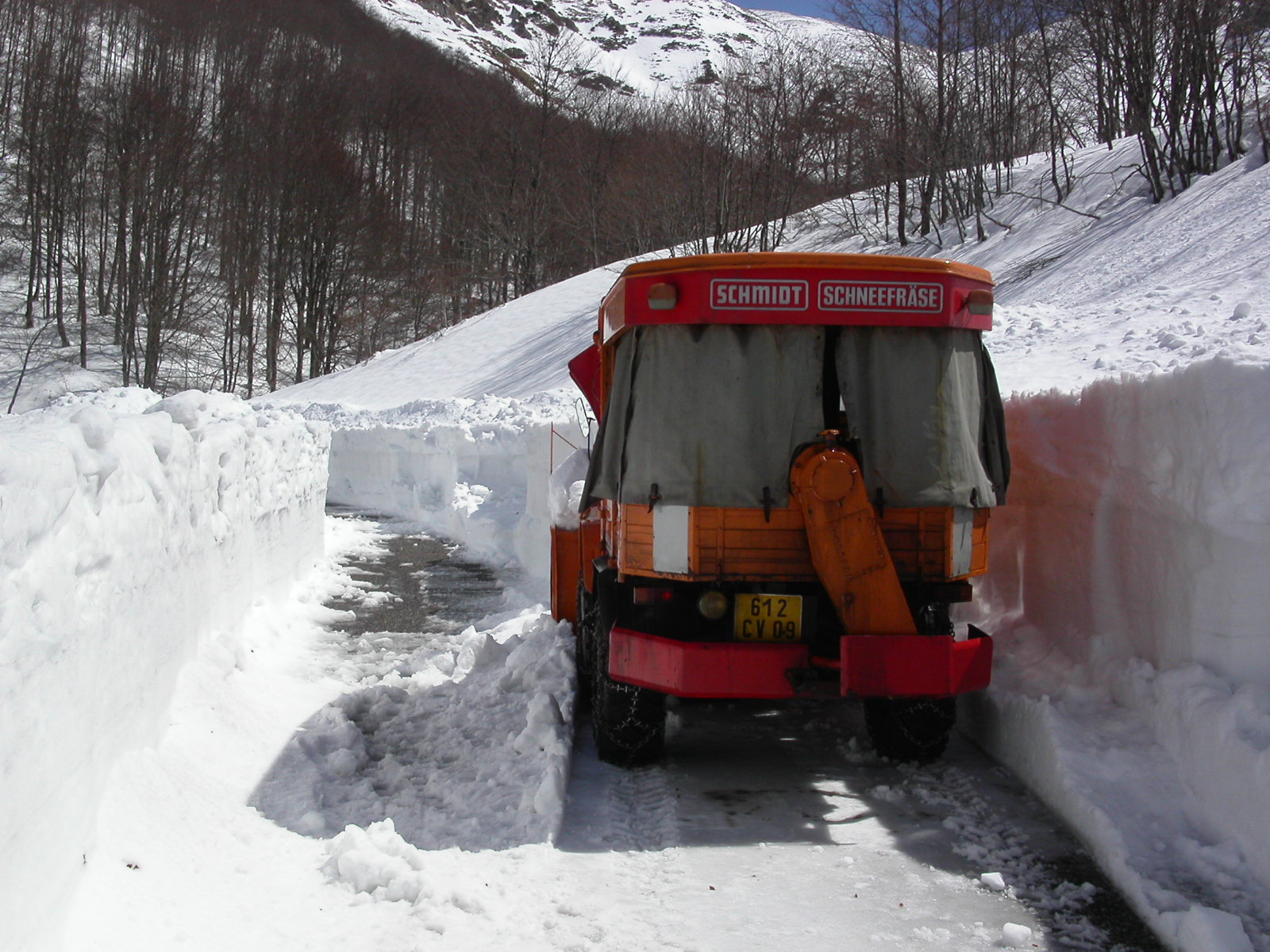
Déneigement à proximité du plateau de Coumebière (1400 m environ) sur le versant vers Aulus-les-Bains, le 14 avril 2005.

Le col d'Agnes se situe à 1 570 mètres d'altitude,. En hiver, il est fermé, généralement de décembre à mai.
Depuis Aulus-les-Bains, son dénivelé est d'environ 820 mètres et sa déclivité moyenne est de 8,1 % sur 10,2 kilomètres.
Depuis Vicdessos, la route emprunte d'abord les pentes du port de Lers.
Depuis Massat, son dénivelé moyen est de 5,2 % sur 17,6 kilomètres.

## Histoire
Le 2 juin 2017, de violentes intempéries ont provoqué plusieurs glissements de terrain et coulées de boue, emportant par endroits la route départementale 8F. Les travaux d'un montant supérieur à 300 000 euros ont été réalisés à temps pour permettre le passage de l'étape 100 % ariégeoise du Tour de France le 14 juillet.
Quelques jours après le passage du Tour 2017 et trois ans après les premières réintroductions dans le nord des Pyrénées, une opération de réintroduction de 10 bouquetins ibériques (Capra pyrenaica victoriae) a eu lieu sur un flanc du col, conduite par le parc naturel régional des Pyrénées ariégeoises.

## Activités

### Cyclisme
Le peloton du Tour de France a franchi ce col à sept reprises.
| Année | No Étape | Étape                                  | Versant                            | Catégorie | Coureur en tête au sommet                                       |
| ----- | -------- | -------------------------------------- | ---------------------------------- | --------- | --------------------------------------------------------------- |
| 1988  | 14       | Blagnac Aérospatiale - Guzet-neige     | Nord (depuis Massat)               | 1         | Robert Millar                                                   |
| 1995  | 14       | Saint-Orens-de-Gameville - Guzet-neige | Nord                               | 3         | Marco Pantani                                                   |
| 2004  | 13       | Lannemezan - Plateau de Beille         | Sud-ouest (depuis Aulus-les-Bains) | 1         | Michael Rasmussen                                               |
| 2009  | 8        | Andorre-la-Vieille - Saint-Girons      | Nord                               | 1         | Luis León Sánchez (déclassement de Mikel Astarloza pour dopage) |
| 2011  | 14       | Saint-Gaudens - Plateau de Beille      | Sud-ouest                          | 1         | Sylvain Chavanel                                                |
| 2017  | 13       | Saint-Girons - Foix                    | Sud-ouest                          | 1         | Alberto Contador                                                |
| 2024  | 15       | Loudenvielle - Plateau de Beille       | Sud-ouest                          | 1         | Laurens De Plus                                                 |

Ce col est certaines années au programme de la Ronde de l'Isard, course internationale espoirs par étapes, et est également très prisé des cyclotouristes sportifs et constitue souvent l'un des obstacles majeurs de la course cyclosportive l'Ariégeoise.